# Jean-Guy Dagenais

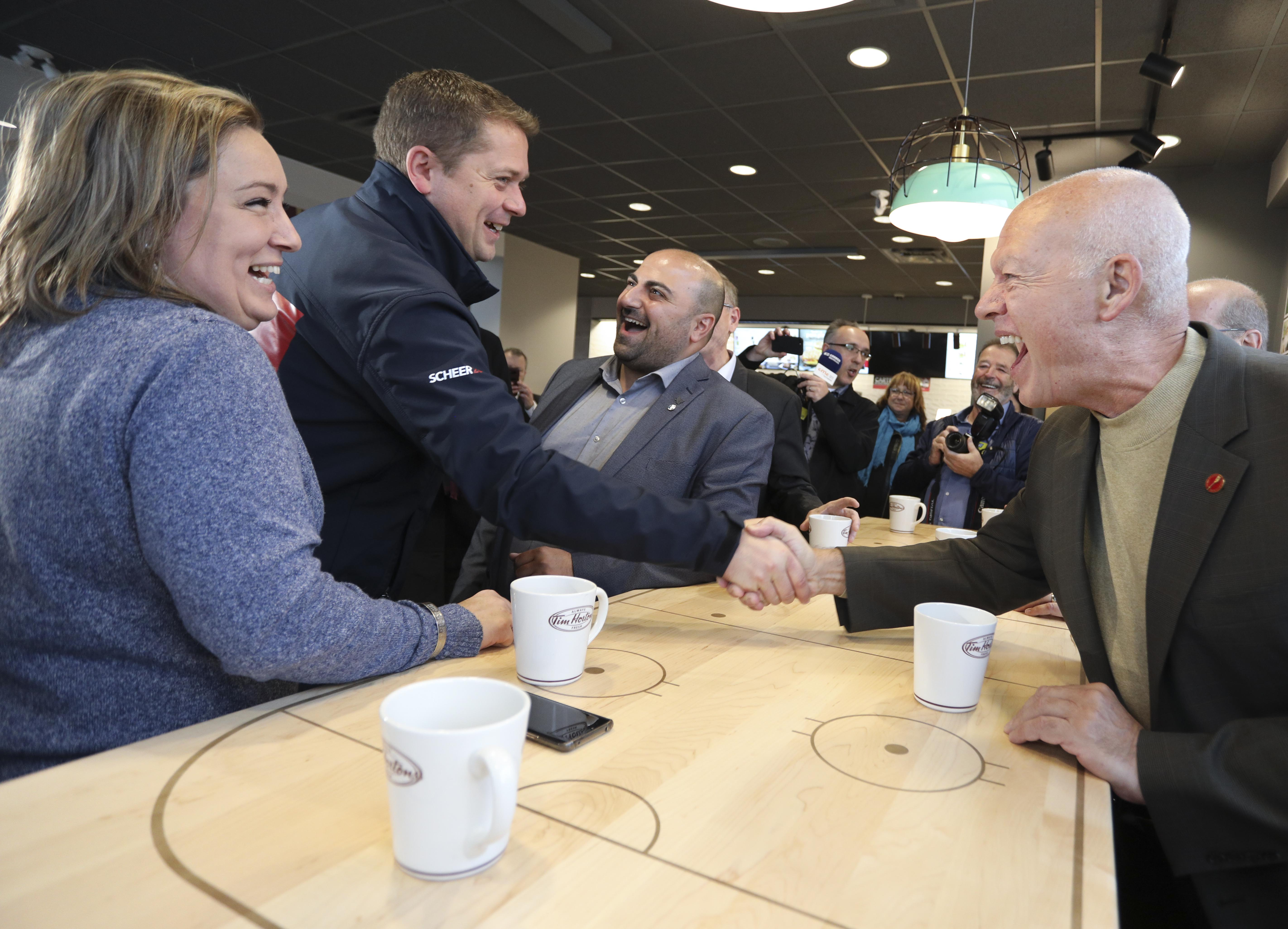
Jean-Guy Dagenais (rechts) mit dem Vorsitzenden der Konservativen Partei, Andrew Scheer (2019)

Hon. Jean-Guy Dagenais (* 2. Februar 1950) ist ein kanadischer Politiker, der unter anderem seit 2012 Mitglied des Senats von Kanada für die Provinz Québec ist.

## Leben
Jean-Guy Dagenais, Sohn eines Polizisten, trat 1972 in den Polizeidienst der Provinz Québec, der Sûreté du Québec (SQ). Während seines Dienstes war er bis 2011 in Montreal als Streifenpolizist, Ermittler, Teamleiter, Beauftragter für Bildungsbeziehungen zu Schulen, in der Kommunikationsabteilung und im VIP-Sicherheitsdienst tätig. Daneben begann er 1984 sein Engagement für die Association des policières et policiers provinciaux du Québec, des Verbandes der Provinzpolizeibeamten von Quebec, und fungierte nacheinander als Delegierter, Regionaldirektor und Vizepräsident für Finanzen, ehe er 2004 zum Präsidenten dieses Verbandes gewählt wurde. Darüber hinaus engagierte er sich als Vorstandsmitglied der École nationale de Police sowie der Canadian Police Association (CPA). Für seine Verdienste wurde er zum Offizier des Order of Merit of the Police Forces, des Verdienstordens der Polizeikräfte, ernannt.
Bei der kanadischen Unterhauswahl am 2. Mai 2011 bewarb sich Dagenais für die Konservative Partei Kanadas im Wahlkreis „Saint-Hyacinthe-Bagot“ für ein Mandat im Unterhaus, unterlag aber mit 8108 Stimmen als Drittplatzierter der mit 26.963 Stimmen zur Abgeordneten gewählten Marie-Claude Morin von der Neuen Demokratischen Partei, während die Zweitplatzierte und vorherige Wahlkreisinhaberin Ève-Mary Thaï Thi Lac vom Bloc Québécois
Am 17. Januar 2012 wurde Jean-Guy Dagenais auf Vorschlag des Premierministers von Kanada Stephen Harper zum Mitglied des Senats von Kanada ernannt und vertritt dort seither die Division Victoria in der Provinz Québec. Er gehörte zunächst vom 17. Januar 2012 bis zum 17. November 2019 der Fraktion der Konservativen Partei Kanadas als Mitglied an und ist seit dem 18. November 2019 Mitglied der Canadian Senators Group (CSG). Er war zwischen dem 1. April 2017 und dem 17. November 2019 stellvertretender Parlamentarischer Geschäftsführer (Deputy Whip) der oppositionellen konservativen Fraktion. Im Anschluss fungierte er vom 18. November 2019 bis zum 23. Februar 2020 auch als stellvertretender Parlamentarischer Geschäftsführer der CSG-Fraktion. Während seine langjährigen Senatszugehörigkeit war Mitglied zahlreicher Ständiger Ausschüsse sowie Sonderausschüsse und fungierte in der 42. Legislaturperiode (2015 bis 2019) als stellvertretender Vorsitzender und als Vorsitzender des Unterausschusses für Veteranenangelegenheiten des Ständigen Senatsausschusses für nationale Sicherheit und Verteidigung. Seit der 42. Legislaturperiode ist er zudem stellvertretender Vorsitzender des Ständigen Senatsausschusses für nationale Sicherheit und Verteidigung beziehungsweise seit der 2021 begonnenen aktuellen 44. Legislaturperiode stellvertretender Vorsitzender des Ständigen Senatsausschusses für nationale Sicherheit, Verteidigung und Veteranenangelegenheiten. Darüber hinaus war er während der 43. Legislaturperiode (2019 bis 2021) auch stellvertretender Vorsitzender des Ständigen Senatsausschusses für Amtssprachen.
Jean-Guy Dagenais ist mit Danielle Comeau verheiratet.